# Fucking 14
Fucking 14 er en dansk ungdomsfilm fra 2005, der er instrueret af Christina Rosendahl efter manuskript af Mette Heeno.

## Handling
Cecilie er 14 år og frustreret over at være 'for lille'. Hun er en energisk og videbegærlig pige, som er meget nysgerrig på sin gryende seksualitet. Filmen følger Cecilie i to dage, hvor storesøsteren Trine skal til fest på gymnasiet, og i frustration over ikke at kunne komme med, gør Cecilie alt, hvad hun kan for at overbevise omverdenen om, at hun er voksen og sagtens kan styre sit liv. Men hun får en dyr lektion i at sætte sine personlige grænser.

## Medvirkende
- Emma Leth - Cecilie
- Ida Hilario Jønsson - Rikke, Cecilies storesøster
- Jens Jørn Spottag - Far
- Amalie Rendtorff-Smith - Trine
- Anders Heinrichsen - Benjamin
- Cyron Melville - Carsten
- Linda Laursen - Pornoekspedient